# Federação Portuguesa de Futebol
Federação Portuguesa de Futebol är Portugals fotbollsförbund med säte i Lissabon. Förbundet grundades den 31 mars 1914 med uppgift att främja och administrera den organiserade fotbollen i Portugal, och att företräda den utanför landets gränser. Förbundet är anslutet till Fifa sedan 1923, och medlem av Uefa sedan 1954.